# Великое сжатие
Великое сжатие (англ. Great Compression) — десятилетие небывалого сжатия разрыва в уровне доходов в Соединённых Штатах в начале 1940-х гг. В течение этого времени экономическое неравенство, проявляющееся в распределении богатства и доходов между богатыми и бедными, стало намного меньше, чем в предыдущие годы. Считается, что термин был введен Клаудией Голдин и Робертом Марго в статье 1992 года по аналогии с «Великой депрессией», во время которой сжатие началось.
По мнению экономистов Томаса Пикетти и Эммануэля Саеса, анализ данных по налогу на доходы физических лиц показывает, что сжатие закончилось в 1970-х годах и теперь обратилось вспять в США и в меньшей степени в Канаде и Великобритании, там наблюдается более высокий уровень неравенства доходов и концентрации богатства в руках меньшинства. Во Франции и Японии, сохранивших прогрессивное налогообложение, неравенство не усилилось. В Швейцарии, где прогрессивное налогообложение никогда не применялось, само сжатие никогда не происходило.
Экономист Пол Кругман связывает сжатие не только с политикой прогрессивного налогообложения доходов, но и другими стратегиями Нового курса президента Франклина Рузвельта. Примерно с 1937 по 1947 год прогрессивное налогообложение, укрепление профсоюзов, а также контроль над заработной платой и ценами Национального Военного Совета Труда во время Второй мировой войны повысили доходы бедных и рабочего класса и снизили доходы богатых слоёв населения. Кругман считает эти причины более убедительными для объяснения причин сжатия, чем обычный цикл неравенства, движимый рыночными силами и моделируемый кривой Кузнеца, потому что естественное изменение было бы постепенным, а не внезапным, как во время сжатия.
Продолжительность сжатия объясняется отсутствием иммигрантской рабочей силы в США в течение этого времени (иммигранты часто не могли голосовать и таким образом представлять свои политические интересы) и силой профсоюзов, примером чего является Детройтский договор Рейтера — знаковая сделка 1949 года между объединенным Союзом Авторабочих и General Motors. В соответствии с этим соглашением членам Союза гарантировалась заработная плата, которая росла вместе с производительностью труда, а также медицинские и пенсионные пособия. В свою очередь GM получили почти полное отсутствие забастовок и остановок рабочего процесса. Профсоюзы помогли ограничить рост зарплаты руководителей. Кроме того, члены Конгресса обеих политических партий значительно пересекались в своих отчетах о голосовании, и относительно больше политиков выступали за центристские позиции с общим принятием политики Нового курса.
Конец периода сжатия приписывается «безличным силам», таким как технологические изменения и глобализация, а также политическим изменениям, которые затрагивают гражданские институты (например, профсоюзы) и нормы (например, приемлемую оплату труда руководителей). Кругман утверждает, что подъём «консервативного движения» — «приход Рональда Рейгана и Ньюта Гингрича к власти» — начиная с конца 1970-х — начала 1980-х годов привёл к снижению налогов на богатых и значительным пробелам в системе социальной защиты. Власть профсоюзов значительно снизилась, равно как число их членов, а заработная плата руководителей значительно возросла по сравнению со средней заработной платой работников. Конец «Великого сжатия» был назван Кругманом «Великим расхождением», так же названа статья и книга Тимоти Ноя. Кругман отмечает, что время до «Великого расхождения» было эпохой не только относительного равенства, но и экономического роста, намного превосходящего «Великое расхождение».